# Heinrich Schipperges
Heinrich Schipperges (* 17. März 1918 in Kleinenbroich, Rheinprovinz; † 10. Mai 2003 in Dossenheim, Baden-Württemberg) war ein deutscher Medizinhistoriker und Hochschullehrer.

## Leben
Heinrich Schipperges, geboren im Rheinland, studierte bereits 1941 bis 1942 als Kriegsverwundeter während des Zweiten Weltkriegs Philosophie (und Psychologie) an der Universität Tübingen, nach dem Ende des Zweiten Weltkriegs dann 1946 bis 1951 Medizin, Arabistik und Islamwissenschaft an der Medizinischen Akademie Düsseldorf und an der Universität Bonn. In Bonn wurde er mit Dissertationen zu Hildegard von Bingen zum Dr. med. (1951) und bei Erich Rothacker zum Dr. phil. (1952) promoviert.
Am Universitätsspital Zürich und am Klinikum der Universität Kiel wurde er bis 1960 zum Facharzt für Neurologie und Psychiatrie ausgebildet. Er habilitierte sich 1959 in Bonn für das Fach Medizingeschichte und begann seine Lehrtätigkeit 1959 an der Universität Kiel, wo er 1960 außerplanmäßiger Professor wurde. 1961 übernahm er als ordentlicher Professor für Geschichte der Medizin bis zu seiner Emeritierung 1986 den neu eingerichteten Heidelberger Lehrstuhl für Geschichte der Medizin und begann das dortige Institut für Geschichte der Medizin der Ruprecht-Karls-Universität auf- und auszubauen. Sein Nachfolger auf dem Heidelberger Lehrstuhl wurde 1992 Wolfgang U. Eckart.
Zu seinen Veröffentlichungen (darunter 100 Bücher) gehören Arbeiten zu Hildegard von Bingen, zur theoretischen Pathologie, zu Verbindungen zwischen Medizin und Theologie, Philosophie und Literatur. So war er auch Mitherausgeber von Zeitschriften wie Sudhoffs Archiv, Arzt und Christ oder der Heidelberger Jahrbücher.
Schipperges war Mitbegründer der Gesellschaften für Wissenschaftsgeschichte und Gesundheitsbildung.
Schipperges engagierte sich zudem für die Akademisierung der Krankenpflege in Heidelberg.
Er lebte in Dossenheim. Mit 85 Jahren starb er 2003 plötzlich.
Heinrich Schipperges ist Mitautor des von Wolfgang U. Eckart und Christoph Gradmann herausgegebenen Ärztelexikons, das 2006 in dritter Auflage erschien. Das Erscheinen der dritten Auflage erlebte Heinrich Schipperges nicht mehr.
Zu seinen Schülern gehören Eduard Seidler und Dietrich von Engelhardt.
Schipperges war katholisch und hatte 1955 Ruth Niessen geheiratet. Aus der Ehe gingen die Kinder Michael, Thomas, Barbara und Stefan hervor.

## Ehrungen und Mitgliedschaften
- Ehrendoktor der Universität Complutense Madrid (1979 )
- Paracelsus-Medaille (1989)
- Bundesverdienstkreuz 1. Klasse (1999)
- Humboldt-Plakette als Ehrengabe (1983)
- Mitglied der Heidelberger Akademie der Wissenschaften (1973)
- Mitglied der Internationalen Akademie der Medizin
- Mitglied der Academia Scientiarum et Artium Europaea
- Ehrenmitglied der Sokratischen Gesellschaft zu Mannheim
- Korrespondierendes Mitglied der Academia Real zu Toledo
- Widmung eines Straßennamens in Kleinenbroich[9]

## Veröffentlichungen (Auswahl)
- Die Schulen von Chartes unter dem Einfluß des Arabismus. In: Sudhoffs Archiv. Band 40, 1956, S. 193–219.
- Hildegard von Bingen, Heilkunde, Das Buch von dem Grund und Wesen und der Heilung der Krankheiten. Nach den Quellen übersetzt und erläutert. Salzburg 1957.
- Die Schulen von Toledo in ihrer Bedeutung für die abendländische Wissenschaft. In: Sitzungsberichte der Akademie der Wissenschaften zu Marburg. Band 82, 1960, S. 3–18.
- Der ärztliche Stand im arabischen und lateinischen Mittelalter. In: Materia medica Nordmark. Band 12, 1960, S. 109–118.
- Ideologie und Historiographie des Arabismus (= Sudhoffs Archiv. Beiheft 1). Steiner, Wiesbaden 1961, ISBN 3-515-00284-7.
- Lebendige Heilkunde. Von großen Ärzten und Philosophen aus drei Jahrtausenden. Olten/Freiburg im Breisgau 1962.
- Das Menschenbild Hildegards von Bingen (= Erfurter theologische Schriften. Band 5.)
- Die Benediktiner in der Medizin des frühen Mittelalters (= Erfurter theologische Schriften. Band 7). St. Benno-Verlag, Leipzig 1964, DNB 454361270.
- Die Assimilation der arabischen Medizin durch das lateinische Mittelalter (= Sudhoffs Archiv für Geschichte der Medizin und der Naturwissenschaften. Beiheft 3). Steiner, Wiesbaden 1964, ISBN 3-515-00286-3. Zugleich Medizinische Habilitationsschrift Bonn 1959.
- als Hrsg. mit Gernot Rath: Medizingeschichte im Spektrum. Festschrift zum 65. Geburtstag von Johannes Steudel. Wiesbaden 1966 (= Sudhoffs Archiv. Beiheft 7), ISBN 3-515-00291-X.
- 5000 Jahre Chirurgie. Magie, Handwerk, Wissenschaft (= Kosmosbibliothek. Band 253). Franckh, Stuttgart 1967, DNB 458837520.
- mit H. Krebs: Heidelberger Chirurgie 1818 bis 1968. Eine Gedenkschrift zum 150jährigen Bestehen der Chirurgischen Universitätsklinik. Springer-Verlag, Berlin / Heidelberg / New York 1968, ISBN 3-540-04215-6.
- Utopien der Medizin. Geschichte und Kritik der ärztlichen Ideologie des 19. Jahrhunderts. O. Müller, Salzburg 1968, DNB 458837563.
- mit Hugo Schad und Albrecht Zimmermann: Medizin in Historie und Kunst (= Schriftenreihe der Bezirksärztekammer Nordwürttemberg. Nr. 19). Hrsg. von Bezirksärztekammer Nordwürttemberg. Sammlung Niederländische Meister des 17. Jahrhunderts. Bezirksärztekammer Nordwürttemberg, Stuttgart [1970], OCLC 638077246.
- Moderne Medizin im Spiegel der Geschichte. Thieme, Stuttgart 1970, DNB 458837555.
- Strukturen und Prozesse alchimistischer Überlieferungen. In: Emil Ernst Ploß, Heinz Roosen-Runge, Heinrich Schipperges, Herwig Buntz (Hrsg.): Alchimia. Ideologie und Technologie. München 1970, S. 67–118.
- Entwicklung moderner Medizin – Probleme, Prognosen, Tendenzen. 3., überarb. und wesentl. erw. Auflage. Gentner, Stuttgart 1971, ISBN 3-87247-126-0.
- Einflüsse arabischer Medizin auf die Mikrokosmosliteratur des 12. Jahrhunderts. In: Paul Wilpert, Willehad P. Eckert (Hrsg.): Antike und Orient im Mittelalter. Vorträge der Kölner Mediaevistentagungen 1956–1959. Berlin / New York 1971 (= Miscellanea Mediaevalia. Band 1), S. 129–153.
- Anthropologien in der Geschichte der Medizin. In: Hans-Georg Gadamer, Paul Vogler (Hrsg.): Neue Anthropologie. Band 2: Biologische Anthropologie, Teil 2. dtv, München 1972. S. 179–214.
- als Hrsg. mit Hans Querner: Wege der Naturforschung 1822–1972 im Spiegel der Versammlung Deutscher Naturforscher und Ärzte. Springer-Verlag, Berlin / Heidelberg / New York 1972, ISBN 3-540-05887-7.
- Paracelsus. Der Mensch im Licht der Natur (= Edition Alpha. [Band 3]). Klett, Stuttgart 1974, ISBN 3-12-907650-6.
- Am Leitfaden des Leibes. Zur Anthropologik und Therapeutik Friedrich Nietzsches. Klett, Stuttgart 1975, ISBN 3-12-907680-8.
- Arabische Medizin im lateinischen Mittelalter (= Sitzungsberichte der Heidelberger Akademie der Wissenschaften: mathematisch-naturwissenschaftliche Klasse. Jahrgang 1976. Abhandlung 2). Berlin/Heidelberg/New York 1976, ISBN 3-540-07765-0, doi:10.1007/978-3-662-01140-9 (gehalten in der Sitzung vom 5. Juli 1975).
- mit Luisa Cogliati Arano und Wolfram Schmitt: Tacuinum Sanitatis, Das Buch der Gesundheit. München 1976.
- Diätetik für den „homo litteratur“. Ein historischer Beitrag zur Gesundheit der Gelehrten. In: Semper attentus. Beiträge für Heinz Götze zum 8. August 1977. Berlin / Heidelberg / New York 1977, S. 308–316.
- Von Glanz und Elend psychiatrischer Diagnostik. In: Christa Habrich, Frank Marguth, Jörn Henning Wolf (Hrsg.) unter Mitarbeit von Renate Wittern: Medizinische Diagnostik in Geschichte und Gegenwart. Festschrift für Heinz Goerke zum sechzigsten Geburtstag. München 1978 (= Neue Münchner Beiträge zur Geschichte der Medizin und Naturwissenschaften: Medizinhistorische Reihe. Band 7/8), ISBN 3-87239-046-5, S. 459–468.
- Alchimia. Auf der Suche nach vergessenen Wissenschaften. In: Eleusis. Band 34, 1979, S. 104–119.
- Das alchymische Denken und Handeln bei Alexander von Bernus. In: Heidelberger Jahrbücher. Band 24, 1980, S. 107–124.
- Handschriftliche Funde zu den „verdrängten Wissenschaften“ in der frühen Neuzeit. In: Berichte zur Wissenschaftsgeschichte. Band 4, 1981, S. 31–40.
- Die Rezeption arabisch-griechischer Medizin und ihr Einfluß auf die abendländische Heilkunde. In: Peter Weimar (Hrsg.): Die Renaissance der Wissenschaften im 12. Jahrhundert. Zürich 1981 (= Zürcher Hochschulschriften. Band 2), S. 173–191.
- Zur Rezeption und Assimilation arabischer Medizin im frühen Toledo. In: Gerhard Baader, Gundolf Keil (Hrsg.): Medizin im mittelalterlichen Abendland. Darmstadt 1982 (= Wege der Forschung. Band 363), S. 151–176.
- Der Mensch in der Verantwortung, Kosmos Anthropos – Entwürfe zu einer Philosophie des Leibes. 1982.
- Historische Konzepte einer Theoretischen Pathologie. Handschriftenstudien zur Medizin des späten Mittelalters und der frühen Neuzeit. Berlin / Heidelberg / New York / Tokyo 1983 (= Veröffentlichungen aus der Forschungsstelle für Theoretische Pathologie der Heidelberger Akademie der Wissenschaften.).
- als Hrsg.: Pathogenese. Grundzüge und Perspektiven einer Theoretischen Pathologie. Berlin/Heidelberg/New York/Tokyo 1985.
- Der Garten der Gesundheit. Medizin im Mittelalter. Artemis Verlag, München/Zürich 1985; 2. Auflage ebenda 1987, ISBN 3-7608-1911-7; Deutscher Taschenbuch Verlag, München 1990 (= dtv. Band 11278), ISBN 3-423-11278-6.
- Sein Alter leben. Wege zu erfüllten späten Jahren. Herder, Freiburg im Breisgau/Basel/Wien 1986, ISBN 3-451-08336-1.
- Eine „Summa medicinae“ bei Avicenna. Zur Krankheitslehre und Heilkunde des Ibn Sīnā (980–1037) (= Sitzungsberichte der Heidelberger Akademie der Wissenschaften, Mathematisch-Naturwissenschaftliche Klasse. Jg. 1987. Abh. 1). Springer, Berlin u. a. 1987, ISBN 3-540-18274-8 (Text teilw. lateinisch).
- Paracelsus. Das Abenteuer einer sokratischen Existenz (= Sokratische Weisheit. Bd. 3). Aurum-Verlag, Freiburg im Breisgau 1988, ISBN 3-591-08163-9.
- Konzepte gesunder Lebensführung. Leitfaden einer Vorsorgemedizin. Hollinek, Wien 1990, ISBN 3-85119-238-9.
- Die Kranken im Mittelalter. 3., erg. Auflage. Beck, München 1990, ISBN 3-406-33603-5.
- Arzt im Purpur. Grundzüge einer Krankheitslehre bei Petrus Hispanus (ca. 1210 bis 1277). Springer, Berlin u. a. 1994, ISBN 3-540-57756-4, doi:10.1007/978-3-642-85107-0.
- Gute Besserung! Ein Lesebuch über Gesundheit und Heilkunst. Beck, München 1994, ISBN 3-406-38515-X.
- Paracelsus – heute: seine Bedeutung für unsere Zeit. Knecht, Frankfurt am Main 1994, ISBN 3-7820-0688-7.
- Ärzte in Heidelberg. Eine Chronik vom „Homo Heidelbergensis“ bis zur „Medizin in Bewegung“. Ed. Braus, Heidelberg 1995, ISBN 3-89466-125-9.
- Goethe – seine Kunst zu leben. Betrachtungen aus der Sicht eines Arztes. Knecht, Frankfurt am Main 1996, ISBN 3-7820-0738-7.
- Krankheit und Gesundheit bei Maimonides (1138–1204) (= Heidelberger Akademie der Wissenschaften. Mathematisch-Naturwissenschaftliche Klasse: Supplement zu den Sitzungsberichten der Mathematisch-Naturwissenschaftlichen Klasse. Jg. 1995/96; Veröffentlichungen aus der Forschungsstelle für Theoretische Pathologie der Heidelberger Akademie der Wissenschaften). Springer, Berlin u. a. 1996, ISBN 978-3-540-60837-0, doi:10.1007/978-3-642-80123-5.
- Hildegard von Bingen. In: Zeugnisse mystischer Welterfahrung in 12 Bänden. Olten 1978; 2. Auflage ebenda 1979; 3. Auflage: Beck, Freiburg i. Br. 1997 (= Beck’sche Reihe. Nr. 2008), ISBN 3-406-42908-4.
- Die Welt der Engel bei Hildegard von Bingen (= Spektrum. 4355). Herder, Freiburg i. Br. 1998, ISBN 3-451-04355-6 (zuerst Salzburg 1963).
- Heilsamer Trunk. Die Geschichte des Heiltranks (= Rombach Wissenschaften). Rombach, Freiburg im Breisgau 2000, ISBN 3-7930-9236-4.
- Die Kunst zu leben. Eine Reise von Paracelsus zu Goethe. Hrsg. und ausgew. von Gert von Mittelstaedt. Daedalus Verlag, Münster 2001, ISBN 3-89126-091-1.
- Gesundheit und Gesellschaft. Ein historisch-kritisches Panorama. Springer Verlag, Berlin u. a. 2003, ISBN 3-540-00671-0, doi:10.1007/978-3-642-55479-7.
- Rudolf Virchow (= rororo. 50501; Rowohlts Monographien). 2. Auflage. Rowohlt Taschenbuch, Reinbek bei Hamburg 2003, ISBN 3-499-50501-0.